# Cognitieve dissonantie

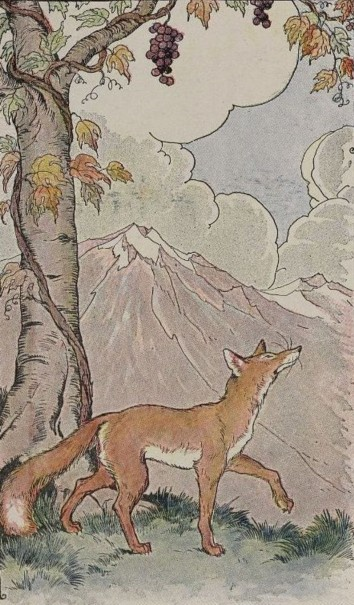
De vos en de druiven door Aesopus. Wanneer de vos niet tot bij de druiven kan, besluit hij dat hij ze achteraf bekeken toch niet écht wilde "...omdat ze toch zuur waren."

Cognitieve dissonantie is de onaangename spanning die iemand ervaart bij tegenstrijdige overtuigingen, ideeën of opvattingen of bij handelen in strijd met de eigen overtuiging. In zijn boek A Theory of Cognitive Dissonance uit 1957 stelde Leon Festinger dat mensen streven naar het verkleinen van dissonantie en daarvoor hun opvattingen of gedrag aanpassen (cognitieve-dissonantiereductie). 

## De oorspronkelijke theorie
Deze ervaren onvrede leidt ertoe dat mensen hun meningen of attituden onbewust herzien om ze meer met elkaar in overeenstemming te brengen, consonant te maken. 

### Praktijkonderzoek
Aan de ontdekking en verdere uitwerking ging een praktijkonderzoek vooraf. In 1954 las Festinger een artikel in een lokale krant met de kop: Profeet van de planeet Clarion zegt tegen stad: ontvlucht de vloed. Een huisvrouw uit Chicago genaamd Marion Keech had op mysterieuze wijze boodschappen ontvangen in haar huis in de vorm van zelfschrijvende berichten door buitenaardse wezens van de planeet Clarion. De berichten onthulden dat de wereld ten onder zou gaan door een grote vloedgolf voor zonsopkomst op 21 december. De groep van "gelovigen", voorgegaan door Keech, had gedrag vertoond waaruit duidelijk bleek hoe sterk hun geloof in het doemscenario was. Sommigen hadden hun baan, school of familie verlaten om zich voor te bereiden op de vlucht met een vliegende schotel, die zou komen om de groep ware gelovigen te redden.
Festinger en zijn collega’s zagen dit als een interessante case. Zij verwachtten dat het niet-uitkomen van de profetie bij de groep een sterk en pijnlijk gevoel, een cognitieve dissonantie, zou veroorzaken. Het zou moeilijk zijn de ideeën waarmee alles begonnen was helemaal los te laten. Marion Keech en de groep waren zo diep in het geloof betrokken dat ze aanzienlijke moeite zouden doen om het in stand te houden. Het verschil tussen waargenomen feiten en het diepgewortelde geloof zou een onaangename innerlijke toestand teweegbrengen bij de groep.
De groep zou met dit vervelende gevoel om kunnen gaan door actief steun te gaan zoeken voor hun oorspronkelijke geloof. Festinger schreef daarover: Wanneer steeds meer mensen ervan kunnen worden overtuigd dat het geloof correct is, dan moet het blijkbaar wel kloppen. In dit geval gold dat als Keech consonante (bevestigende) elementen kon toevoegen door anderen te overtuigen van het basale geloof in de buitenaardse wezens, dat de omvang van de door haar ervaren dissonantie zou worden verkleind. Festinger en collega’s voorspelden dat het uitblijven van de zondvloed en buitenaardse wezens gevolgd zou worden door enthousiaste pogingen om steun te vinden voor het geloof, waardoor de pijn verlicht zou worden.
De ontwikkelingen in de groep illustreren goed hoe mensen kunnen omgaan met cognitieve dissonantie. Festinger en zijn collega's deden onderzoek naar de groep door middel van observerende deelname en noteerden de volgende ontwikkelingen:
- Vóór 20 december. De groep mijdt publiciteit. Interviews worden maar mondjesmaat gegeven. Direct contact met Keech is voorbehouden aan hen die de groep ervan kunnen overtuigen dat ze ware gelovigen zijn. De groep ontwikkelt een soort geloofssysteem – gevoed door de automatische berichten van de planeet Clarion – waarin de details van de vloedgolf, de reden ervan en de manier waarop de groep zal worden gered worden uitgewerkt.
- 20 december. De groep verwacht dat een buitenaardse bezoeker hen rond middernacht zal roepen en hen zal meenemen naar een klaarstaand ruimteschip. Zoals geïnstrueerd zorgen de leden van de groep ervoor dat ze geen enkel metalen voorwerp meer op hun lichaam dragen. Naarmate middernacht dichterbij komt, worden ritsen, beha’s en andere metaalhoudende kledingstukken verwijderd. Daarna wachten ze.
- 00:05, 21 december. Geen bezoek. Iemand in de groep merkt op dat het op een andere klok nog 23:55 is. De groep komt overeen dat het nog geen middernacht is.
- 00:10. Ook de tweede klok geeft aan dat het middernacht is. Nog steeds komt er geen bezoeker. De groep is stomverbaasd. De vloedgolf zelf is niet meer dan zeven uur van hen verwijderd.
- 04:00. De groep heeft enkele uren in ultieme verbazing stilgezeten. Tevergeefs worden enkele pogingen gedaan om een aanvaardbare uitleg te geven. Keech begint te huilen.
- 04:45. Opnieuw ontvangt mevrouw Keech een buitenaards bericht. Het bericht meldt dat God heeft besloten de aarde te sparen en niet te vernietigen. De vloedgolf zal niet plaatsvinden. De kleine groep heeft, door de hele nacht te waken, zoveel licht verspreid dat God de wereld heeft gespaard.
- 's Middags, 21 december. Kranten worden gebeld en de groep wil interviews geven. In groot contrast met de voormalige schuwheid richting de pers, begint de groep met een actieve campagne om de boodschap over een zo groot mogelijk publiek te verspreiden.

### Meer voorbeelden
Een ander voorbeeld: een vrouw wil een nieuwe auto kopen, heeft al een keuze gemaakt voor een merk, maar aarzelt tussen twee verschillende kleuren, rood en blauw. De blauwe kan wél in metallic geleverd worden maar de rode níét. Zij vindt daarbij de rode het mooist, maar wil ook metallic om de lak beter te beschermen. Na lang aarzelen laat zij de metallic lak ten slotte de doorslag geven, ook omdat de garagehouder haar dat aanraadt, en zij kiest voor de blauwe auto. Na een paar weken in de nieuwe (blauwe) auto gereden te hebben merkt zij dat als zij een rode auto van hetzelfde merk ziet rijden, zij die minder mooi vindt dan zij eerst dacht. Onbewust heeft zij haar mening herzien. Er is niet langer een strijdigheid van een verlangen naar een rode auto door het feit dat zij voor een blauwe gekozen heeft.
Aronson (1969) stelde dat cognitieve dissonantie óók ontstaat wanneer mensen zich bewust worden (nieuwe cognitie) dat hun huidig gedrag strijdig is met het beeld dat ze van zichzelf hadden (oude cognitie). In dit geval gaat het dus niet om een proces op onbewust niveau, bijvoorbeeld het veranderen van een mening over een bepaald onderwerp nadat hierover nieuwe kennis is vergaard.

## Werkvelden waar men het begrip gebruikt

### Marketing
In de marketing probeert men een duurzame relatie met een klant op te bouwen. Er moet voorkomen worden dat een klant onjuiste effecten of voordelen van een product of dienst verwacht, omdat een klant dan na aankoop van het product of de dienst niet tevreden zal zijn en daarmee verloren zal zijn als klant. Hier is cognitieve dissonantie dus te verstaan als "spijt na aankoop", op grond van verkeerde verwachtingen.
De consument kan dan zelf zorgen dat het ontstane gevoel van onbehagen zo veel mogelijk wordt gereduceerd. Dit gebeurt door de perceptie van een van de twee in tegenspraak zijnde gegevens aan te passen. Dit wordt wel cognitieve dissonantiereductie genoemd. Veel kopers reduceren de dissonantie door de voordelen van de koop te benadrukken. Een verschijnsel van reductie van dissonantie is bijvoorbeeld dat als iemand iets heeft aangeschaft, hij ineens meer van dezelfde dingen ziet en deze vermeende populariteit van het product interpreteert als een bevestiging van de beslissing tot aankoop. Hij wil als het ware aantonen dat zijn keuze zo slecht nog niet is geweest. Hierbij speelt het verschijnsel selectieve waarneming dus ook een belangrijke rol.
Ondernemers moeten dissonantie die kan ontstaan niet verwaarlozen. De kans op dissonantie na de aankoop wordt bijvoorbeeld verminderd door deskundig advies vooraf van een verkoopmedewerker. De verkoper moet op de hoogte zijn van de voor- en nadelen van de producten en ze niet beter voordoen dan ze zijn. Het product kan dan alleen maar tegenvallen. Verder is het zinvol om reclame ook te richten op consumenten die onlangs iets hebben gekocht. In de reclame kan de consument namelijk de argumenten teruglezen die hem destijds tot de aankoop hebben aangezet.
Ondernemers kunnen ook eventuele ontstane dissonantie reduceren door achteraf een mailing naar de consument te sturen waarin zij worden gefeliciteerd met hun nieuwe aankoop. In de mailing kunnen dan nogmaals de voordelen van het product worden genoemd. De klant krijgt daarmee informatie die helpt de door hem of haar ervaren dissonantie te reduceren. Ook dit gebeurt weer grotendeels onbewust.

### Psychotherapie
In de psychotherapie en psychiatrie wordt ook gesproken van cognitieve dissonantie. Bijvoorbeeld als iemand een langdurig traumatische ervaring heeft moeten ondergaan die volkomen strijdig is met wat algemeen gedacht wordt over wat moreel aanvaardbaar is. Dit kan bij het slachtoffer leiden tot verandering van die algemeen geldende opvatting. Het slachtoffer gaat zonder dat hij (of zij) daar erg in heeft positiever denken over de motieven van de dader aan wie hij of zij onderworpen is of is geweest. Dit kan optreden bij gijzelingen (het stockholmsyndroom) en bij langdurig huiselijk geweld zoals bij seksueel misbruik van kinderen.

### Geschiedschrijving
De cognitieve dissonantietheorie wordt in verschillende disciplines van de wetenschap toegepast, waaronder in de historiografie of aanverwante onderzoeksdomeinen zoals de historische kritiek. Bijvoorbeeld inzake de publieke opinie en massamedia, namelijk hoe communicatiemedia, onder andere in de politiek, sinds eeuwen hebben geprobeerd een groep, of de massa, te winnen voor een bepaald standpunt. Het doel is de boodschap tot een intrinsiek deel van de cognitieve structuur van de ontvanger te maken. Dit kan, volgens de cognitieve dissonantietheorie, door beide zijden van een geschilpunt te presenteren aan niet-overtuigden; in bepaalde situaties komt het eerst verdedigde het sterkst over, in andere het laatste. De boodschapper kan ook speculeren op emoties en angst.
De godsdienstsocioloog John G. Gager paste voor het eerst de theorie van de cognitieve dissonantie van Leon Festinger toe op de kwestie Jezus. De kern van deze theorie zegt dat wanneer een voorspelling niet uitkomt, het geloof in de voorspelling toeneemt, afhankelijk van de betrokkenheid van de gelovigen. Deze toename vindt plaats via een herinterpretatie van de boodschap (bijvoorbeeld het opschorten van de voorspelling). Het uitblijven van de voorspelling geeft immers cognitieve dissonantie, en dissonantie moet worden gereduceerd ter immunisering van het geloof. Festinger zelf dacht dat zijn theorie niet kon toegepast worden op het vroege christendom.
Die toepassingen kwamen er toch naarmate door latere deskundigen meer kennis verworven werd over deze periode. Toegepast op Jezus beargumenteert Gager dat het vroege christendom een kleine millennialistische groepering was die het einde van de wereld verwachtte (Het Rijk Gods is nabij). Die eindtijd bleef echter uit, en werd vervolgens wegverklaard met de noodzaak van een wereldwijde prediking en proselitisme. Bij Paulus (ca. 50-56) is er al een bezorgdheid over het uitblijven van het Rijk Gods merkbaar; bij Marcus 13:10 (ca. 70) moet het evangelie eerst gepredikt worden onder al de volkeren.
Meer concreet voltrok dit proces zich volgens Gager in twee fasen. Eerst is er een verandering in de aard van de messias-verwachting: in het jodendom van die tijd werd altijd een succesvolle messias verwacht, maar er gebeurde niets, dus werd de kruisdood het doel. Het directe einde van de wereld bij de naderende wederkomst van Jezus werd nog wel verwacht. Toen vervolgens ook die wederkomst uitbleef, is de boodschap veranderd tot eerst moet de hele wereld geëvangeliseerd worden en dan zal de wereld ten einde lopen.
Festinger zelf was van mening dat zijn theorie niet kon worden toegepast op het vroege christendom en Gagers analyse werd door theologen bekritiseerd.